# Монастир Шьококу
Монастир Шьококу (яп. 相国寺) або Маннен-дзан Шьококу Шьотен Дзенджі (яп. 萬年山相國承天禅寺) — буддистський храм у північній частині Кіото, заснований в 1382 році Ашікаґа Йошіміцу.

## Історія
Монастир Шьококу заснований у середині періоді Муроматі. Початкове будівництво центральних храмових споруд було розпочато в 1382 році, а весь храмовий комплекс був освячений в 1392 році. У восьмому місяці третього року Мейтоку, Йосіміцу влаштував великий бенкет, на якому були присутні всі вищі офіцери Імператорського двору та військові керівники того часу. Пишність і церемоніал події відповідали рівню імперського двору.
У 1383 році дзен-магістр Шуноку Міога (яп. 春屋妙葩) (1311–1388) був призначений Йосіміцу як настоятель, проте Міога наполягав на тому, щоб офіційна честь була посмертно надана його власному вчителю Мусо Сосекі. Офіційне рішення про надання цієї посмертної честі було проголошено в 1385 році.
Весь храмовий комплекс був знищений вогнем в 1394 році, але незабаром після цього відбулася відбудова, яку фінансував Йосіміцу. Храмовий комплекс багато разів перебудовувався протягом століть, особливо під час смути Онін.
Після періоду Муроматі монастир Шьококу підтримувався кількома національними лідерами, такими як Тойотомі Хідейосі, його сином Тойотомі Хідейорі та Токуґава Ієясу, що допомагали фінансувати різні проекти реконструкції храму.
- Хідейорі фінансував реконструкцію Хатто (зал Дхарми) в 1605 році. Ця споруда, визнана як важлива культурна пам'ятка і на сьогодні є найстарішою спорудою такого типу в Японії.
- Ієясу подарував Санмон (Гірська брама) в 1609 році.
- Імператор Ґо-Мідзуноо подарував будівлю імператорського палацу, що виконувала роль Кайсандо (Зал засновника).

Інші будівлі були реконструйовані в цей період, але, за винятком Хатто 17 століття, храмовий комплекс був значною мірою спустошений під час пожежі 1788 року.
В 1807 році імператорська сім'я подарувала ще одну будівлю, яка послужила новим Кайсандо, були завершені ще кілька будівель, що повернуло Монастир Шьококу частину його колишнього блиску.

## Дракон

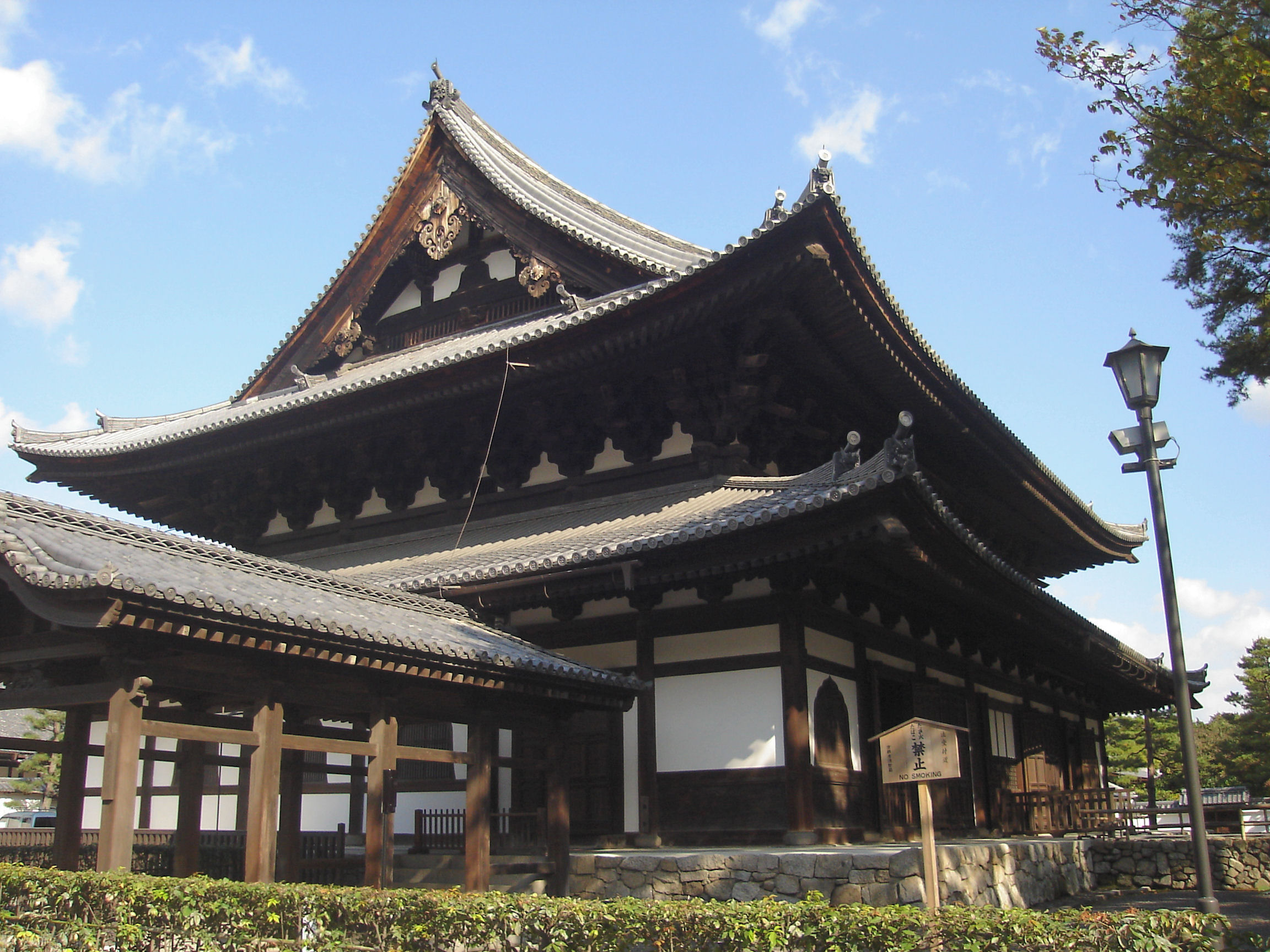
Зал Хатто (法堂) із зображенням дракона всередині

Зал Хатто (法堂) має злегка куполоподібну стелю, на якій розміщене велике зображення дракона. Картину виконав Кано Міцунобу (1565–1608). Дракон символізує дощ у буддійських вченнях. Перебуваючи в залі і плескаючи в долоні, можна почути як звук відбивається між куполоподібною стелею та вимощеною кам’яною підлогою, лунаючи в цілому залі, ніби грім дракона.
У головному залі Кеннін-дзі в Кіото, на стелі також зображений великий дракон.

## Буддійський центр
Шококу-дзі вважається одним із так званих "п'яти великих дзен-храмів Кіото" (або Ґозан Кіото). Протягом середньовічного періоду він був другим за рангом серед храмів Кіото. Протягом короткого проміжку часу в 1392 році Шококу-дзі навіть вважався першим ґозаном.
Шококу-дзі є одним з чотирнадцяти автономних гілок Ріндзай, школи японського дзен. Сьогодні в храмі знаходиться штаб-квартира філії Шококу-дзі гілки Рінзай-Дзен, що складається з понад дев'яноста храмами, включаючи знаменитий Золотий павільйон та храми Срібного павільйону в Кіото.
Музей Йотенкаку знаходиться у приміщенні храму.